# Ronde van Italië voor vrouwen 2000
De Ronde van Italië voor vrouwen 2000 (Italiaans: Giro Donne 2000) werd verreden van zondag 25 juni tot en met zondag 9 juli in Italië. Het was de elfde editie van de rittenkoers, die van de UCI de classificatie categorie 2.9.1 had meegekregen. De ronde telde zestien etappes, inclusief een ploegentijdrit als proloog en een rustdag op vrijdag 30 juni. Titelverdedigster was de Spaanse Joane Somarriba; zij won ook deze editie.
De Nederlandse ploeg Farm Frites-Hartol won de proloog. Leontien van Moorsel won drie etappes en droeg de roze leiderstrui vijf dagen lang. Debby Mansveld won etappe 12A, won de sprinttrui en was de beste Nederlandse in het eindklassement, op de 55e plek op één uur en drie kwartier achter de winnares.

## Ploegen
Aan deze editie namen tien merkenteams en vijf nationale selecties deel.
| Merkenteams                  | Merkenteams                 | Nationale selecties |
| ---------------------------- | --------------------------- | ------------------- |
| Team Aliverti                | Edilsavino                  | Australië           |
| Farm Frites-Hartol           | Acca Due O - Lorena Camicie | Hongarije           |
| Figurella Dream Team         | S.C. Michela Fanini Rox     | Oekraïne            |
| Team Oliviero Rosa dei Venti | Team Alfa Lum               | Oostenrijk          |
| Master Team Carpe Diem       | Gas Sport Team              | Zwitserland         |

## Etappe-overzicht
| etappe      | datum   | start             | finish            | afstand  | winnaar                | klassementsleider    |
| ----------- | ------- | ----------------- | ----------------- | -------- | ---------------------- | -------------------- |
| P (TTT)     | 25 juni | Pergine Valsugana | Pergine Valsugana | 3 km     | Farm Frites-Hartol     | Leontien van Moorsel |
| 1e          | 26 juni | Pieve Tesino      | Levico Terme      | 93,7 km  | Leontien van Moorsel   | Leontien van Moorsel |
| 2e          | 27 juni | Este              | Este              | 95,4 km  | Leontien van Moorsel   | Leontien van Moorsel |
| 3e          | 28 juni | Cittadella        | Valdobbiadene     | 94,3 km  | Diana Žiliūtė          | Leontien van Moorsel |
| 4e          | 29 juni | Maranello         | Sassuolo          | 101 km   | Leontien van Moorsel   | Leontien van Moorsel |
| 5e          | 1 juli  | Motta di Livenza  | Treviso           | 109,6 km | Roberta Bonanomi       | Svetlana Boubnenkova |
| 6e A        | 2 juli  | Formigine         | Sassuolo          | 72 km    | Svetlana Boubnenkova   | Joane Somarriba      |
| 6e B (ITT)  | 2 juli  | Montefiorino      | Fiorano           | 24,4 km  | Joane Somarriba        | Joane Somarriba      |
| 7e          | 3 juli  | Cocconato         | Casale Monferrato | 103,3 km | Svetlana Boubnenkova   | Joane Somarriba      |
| 8e          | 4 juli  | Bardonecchia      | Bardonecchia      | 104 km   | Edita Pučinskaitė      | Joane Somarriba      |
| 9e          | 5 juli  | Verrès            | Champoluc         | 106 km   | Alessandra Cappellotto | Joane Somarriba      |
| 10e         | 6 juli  | Crema             | Crema             | 102,4 km | Sara Felloni           | Joane Somarriba      |
| 11e         | 7 juli  | Cordignano        | Cordignano        | 95,9 km  | Valentina Polkhanova   | Joane Somarriba      |
| 12e A       | 8 juli  | Trento            | Monte Bondone     | 83,2 km  | Debby Mansveld         | Joane Somarriba      |
| 12e B (ITT) | 8 juli  | Abano Terme       | Abano Terme       | 12,8 km  | Alessandra Cappellotto | Joane Somarriba      |
| 13e         | 9 juli  | Seren del Grappa  | Cordignano        | 97 km    | Pia Sundstedt          | Joane Somarriba      |

## Etappe-uitslagen

### Proloog (TTT)
| Pergine Valsugana – Pergine Valsugana (3 km) |                             |                             |         |
| Plaats                                       | Naam                        | Ploeg                       | Tijd    |
| Winnaar                                      | Farm Frites-Hartol          | Farm Frites-Hartol          | 3'44"40 |
| 2                                            | Acca Due O - Lorena Camicie | Acca Due O - Lorena Camicie | +1"06   |
| 3                                            | Gas Sport Team              | Gas Sport Team              | +1"09   |

### 1e etappe
| Pieve Tesino – Levico Terme (93,7 km) |                      |                             |          |
| Plaats                                | Naam                 | Ploeg                       | Tijd     |
| Winnaar                               | Leontien van Moorsel | Farm Frites-Hartol          | 2u21'46" |
| 2                                     | Sara Felloni         | Team Alfa Lum               | z.t.     |
| 3                                     | Diana Žiliūtė        | Acca Due O - Lorena Camicie | z.t.     |

### 2e etappe
| Este – Este (95,4 km) |                      |                             |          |
| Plaats                | Naam                 | Ploeg                       | Tijd     |
| Winnaar               | Leontien van Moorsel | Farm Frites-Hartol          | 2u35'04" |
| 2                     | Diana Žiliūtė        | Acca Due O - Lorena Camicie | z.t.     |
| 3                     | Gabriella Pregnolato | Gas Sport Team              | z.t.     |

### 3e etappe
| Cittadella – Valdobbiadene (94,3 km) |                      |                             |          |
| Plaats                               | Naam                 | Ploeg                       | Tijd     |
| Winnaar                              | Diana Žiliūtė        | Acca Due O - Lorena Camicie | 2u21'46" |
| 2                                    | Leontien van Moorsel | Farm Frites-Hartol          | z.t.     |
| 3                                    | Svetlana Boubnenkova | Edilsavino                  | z.t.     |

### 4e etappe
| Maranello – Sassuolo (101 km) |                      |                        |          |
| Plaats                        | Naam                 | Ploeg                  | Tijd     |
| Winnaar                       | Leontien van Moorsel | Farm Frites-Hartol     | 2u27'01" |
| 2                             | Sara Felloni         | Team Alfa Lum          | z.t.     |
| 3                             | Katia Longhin        | Master Team-Carpe Diem | z.t.     |

### 5e etappe
| Motta di Livenza – Treviso (109,6 km) |                      |                    |          |
| Plaats                                | Naam                 | Ploeg              | Tijd     |
| Winnaar                               | Roberta Bonanomi     | Gas Sport Team     | 3u01'25" |
| 2                                     | Svetlana Boubnenkova | Edilsavino         | + 01"    |
| 3                                     | Madeleine Lindberg   | Farm Frites-Hartol | z.t.     |

### 6e etappe A
| Formigine – Sassuolo (72 km) |                        |                |          |
| Plaats                       | Naam                   | Ploeg          | Tijd     |
| Winnaar                      | Svetlana Boubnenkova   | Edilsavino     | 2u21'46" |
| 2                            | Alessandra Cappellotto | Gas Sport Team | z.t.     |
| 3                            | Joane Somarriba        | Team Alfa Lum  | z.t.     |

### 6e etappe B (ITT)
| Montefiorino – Fiorano (24,4 km) |                  |                             |        |
| Plaats                           | Naam             | Ploeg                       | Tijd   |
| Winnaar                          | Joane Somarriba  | Team Alfa Lum               | 31'52" |
| 2                                | Marion Clignet   | Acca Due O - Lorena Camicie | + 39"  |
| 3                                | Daniela Veronesi | Team Alfa Lum               | + 48"  |

### 7e etappe
| Cocconato – Casale Monferrato (103,3 km) |                      |                             |          |
| Plaats                                   | Naam                 | Ploeg                       | Tijd     |
| Winnaar                                  | Svetlana Boubnenkova | Edilsavino                  | 3u02'14" |
| 2                                        | Zita Urbonaite       | Acca Due O - Lorena Camicie | z.t.     |
| 3                                        | Valeria Cappellotto  | Gas Sport Team              | z.t.     |

### 8e etappe
| Bardonecchia – Bardonecchia (104 km) |                        |                |          |
| Plaats                               | Naam                   | Ploeg          | Tijd     |
| Winnaar                              | Edita Pučinskaitė      | Team Alfa Lum  | 3u24'07" |
| 2                                    | Svetlana Boubnenkova   | Edilsavino     | z.t.     |
| 3                                    | Alessandra Cappellotto | Gas Sport Team | z.t.     |

### 9e etappe
| Verres – Champoluc (106 km) |                        |                |          |
| Plaats                      | Naam                   | Ploeg          | Tijd     |
| Winnaar                     | Alessandra Cappellotto | Gas Sport Team | 3u13'24" |
| 2                           | Joane Somarriba        | Team Alfa Lum  | z.t.     |
| 3                           | Fabiana Luperini       | Gas Sport Team | + 57"    |

### 10e etappe
| Crema – Crema (102,4 km) |                     |                         |          |
| Plaats                   | Naam                | Ploeg                   | Tijd     |
| Winnaar                  | Sara Felloni        | Team Alfa Lum           | 2u15'25" |
| 2                        | Zinaida Stahurskaia | S.C. Michela Fanini Rox | z.t.     |
| 3                        | Katia Longhin       | Master Team-Carpe Diem  | z.t.     |

### 11e etappe
| Cordignano – Cordignano (95,9 km) |                      |               |          |
| Plaats                            | Naam                 | Ploeg         | Tijd     |
| Winnaar                           | Valentina Polkhanova | Edilsavino    | 2u57'08" |
| 2                                 | Svetlana Boubnenkova | Edilsavino    | + 04"    |
| 3                                 | Joane Somarriba      | Team Alfa Lum | + 09"    |

### 12e etappe A
| Trento – Monte Bondone (83,2 km) |                  |                         |          |
| Plaats                           | Naam             | Ploeg                   | Tijd     |
| Winnaar                          | Debby Mansveld   | Farm Frites-Hartol      | 2u01'03" |
| 2                                | Oksana Saprykina | S.C. Michela Fanini Rox | z.t.     |
| 3                                | Sara Felloni     | Team Alfa Lum           | z.t.     |

### 12e etappe B (ITT)
| Abano Terme – Abano Terme (12,8 km) |                        |                |        |
| Plaats                              | Naam                   | Ploeg          | Tijd   |
| Winnaar                             | Alessandra Cappellotto | Gas Sport Team | 20'14" |
| 2                                   | Valentina Polkhanova   | Edilsavino     | + 09"  |
| 3                                   | Svetlana Boubnenkova   | Edilsavino     | + 21"  |

### 13e etappe
| Seren del Grappa – Cordignano (97 km) |                      |                |          |
| Plaats                                | Naam                 | Ploeg          | Tijd     |
| Winnaar                               | Pia Sundstedt        | Gas Sport Team | 2u17'39" |
| 2                                     | Svetlana Boubnenkova | Edilsavino     | z.t.     |
| 3                                     | Giovanna Troldi      | Edilsavino     | + 23"    |

## Eindklassementen
| \| Plaats \| Naam \| Ploeg \| Tijd \| \| ------ \| ---------------------- \| --------------------------- \| --------- \| \| \| Joane Somarriba \| Team Alfa Lum \| 34u34'23" \| \| 2 \| Alessandra Cappellotto \| Gas Sport Team \| +01' 19" \| \| 3 \| Valentina Polkhanova \| Edilsavino \| +01' 59" \| \| 4 \| Edita Pučinskaitė \| Team Alfa Lum \| +02' 14" \| \| 5 \| Svetlana Boubnenkova \| Edilsavino \| +02' 30" \| \| 6 \| Nicole Brändli \| Zwitserland \| +05' 09" \| \| 7 \| Tatiana Stiajkina \| Acca Due O - Lorena Camicie \| +07' 32" \| \| 8 \| Pia Sundstedt \| Gas Sport Team \| +08' 21" \| \| 9 \| Fabiana Luperini \| Gas Sport Team \| +08' 56" \| \| 10 \| Rosalisa La Pomarda \| Team Oliviero-Rosa D Venti \| +14' 30" \| |                        |                             |           |
| Plaats | Naam                   | Ploeg                       | Tijd      |
| Roze trui | Joane Somarriba        | Team Alfa Lum               | 34u34'23" |
| 2 | Alessandra Cappellotto | Gas Sport Team              | +01' 19"  |
| 3 | Valentina Polkhanova   | Edilsavino                  | +01' 59"  |
| 4 | Edita Pučinskaitė      | Team Alfa Lum               | +02' 14"  |
| 5 | Svetlana Boubnenkova   | Edilsavino                  | +02' 30"  |
| 6 | Nicole Brändli         | Zwitserland                 | +05' 09"  |
| 7 | Tatiana Stiajkina      | Acca Due O - Lorena Camicie | +07' 32"  |
| 8 | Pia Sundstedt          | Gas Sport Team              | +08' 21"  |
| 9 | Fabiana Luperini       | Gas Sport Team              | +08' 56"  |
| 10 | Rosalisa La Pomarda    | Team Oliviero-Rosa D Venti  | +14' 30"  |